# 反証主義
反証主義（はんしょうしゅぎ、英: Falsificationism）とは、知識を選別するための、多数ある手続きのうちのひとつ。知識に対する形而上学的な立場のうちのひとつ。
具体的には、(1)ある理論・仮説が科学的であるか否かの基準として反証可能性を選択した上で、(2)反証可能性を持つ仮説のみが科学的な仮説であり、かつ、(3)厳しい反証テストを耐え抜いた仮説ほど信頼性（強度）が高い、とみなす考え方。
反証主義の立場をとる者を反証主義者と呼ぶ。

## 提唱者
反証主義を代表する哲学者としてカール・ポパーを挙げることができる。

## 反証主義のプロセス

### 反証可能性

#### 反証可能性の意義
反証可能性とは、その仮説が何らかの観測データによって反証されうることを意味する。反証主義によれば、この可能性を有する仮説のみが科学的な仮説である。例えば、「太陽が東から昇る」という仮説は、「明日、太陽が東から昇らない」という観測によって反証される可能性を残している。これに対して、いかなる実験や観測によっても反証される可能性を持たない構造を持つ仮説を反証不可能な仮説と呼ぶ。アドホックな仮説による反証からの言い逃れが、その一例である。

### 反証テスト

#### 反証テストの意義
反証テストとは、ある仮説に対する反証が観測されないかどうかを確かめるための実験の総称である。反証主義によれば、厳しい反証テストを耐え抜いた仮説ほど信頼性が高い。そして、一般性を持つ仮説ほど反証される可能性が高くなる。例えば、「Aさんは死ぬだろう」という個別的な仮説よりも「人間は死ぬだろう」という一般的な仮説の方が、より多くの反証テストを受けることになる。それゆえに、自然の統一的な理解を全称命題によって目指す自然科学の仮説は非常に多くの反証テストに晒されることになる。

#### 信頼性（強度）
反証主義における「信頼性」（強度）は特殊な概念であり、これを明確に定義することは難しい。従来、懐疑主義が「私は真理を知ることが可能か？」という問いを提起して多くの哲学者を悩まし続けて来たが、反証主義はもはやこの問いそのものを扱わない。反証主義は、「より厳しい反証テストを耐え抜いた仮説はより信頼性が高い」と判定するだけであり、「より厳しい反証テストを耐え抜いた仮説はより真である」または「より厳しい反証テストを耐え抜いた仮説はより正当である」とは述べない。これは、哲学史上古くからある可謬主義を徹底するためである。また、信頼性は、心理主義で提唱される「もっともらしさ」でもない。ここで言う「信頼性」とは、反証テストという手続によって保証・強化される反証主義に特有の概念である。

## 判定基準についての補足説明
反証主義では「反証テスト」の存在は必須である。
(「反証可能性」を満たしても、反証テストでNGと判定される場合がある、ということ。反証主義では、あくまで「反証可能性」および「反証テスト」の両方を成立したものを、科学的知識として分類する)
反証主義では、以下のようなものは科学的とは認めない、ということになる。

### 反証可能性関係
- (A)反証が挙がっているにもかかわらず、その反証を組み込まない説(主張)
- (B)反証データに対して言い逃れが付け足されつづける説(アドホックな仮説)

### 反証テスト関係
- (C)反証テストを行なわない事例
- (D)反証テストのやり方が曖昧であるかまたは誤っている事例

### 物理的自然以外を扱う学問については？
反証主義者によっては、例えば、フロイトの精神分析やマルクス主義についても、反証可能性がある仮説とない仮説とを区別する必要がある、と考える者もいる。

## 反証主義に対する批判と、批判への回答
1. 「『反証可能性を持つ理論のみが科学的理論である』という基本テーゼには反証可能性がないので反証主義は破綻している」という批判
この批判をふまえ、ポパーは、合理主義の採用それ自体は不合理であることを一応認めざるを得ず、反証主義は「態度決定」である、という「批判的合理主義」の思想に変えてゆかざるを得なかった。
(注)つまり、反証主義を用いる者は、これが他の様々な主義同様に、あまたある「態度決定」のひとつであり、対象の性質や状況やタイミングによっては、他にもっと適切な主義があるかも知れない、ということは常に念頭におく必要がある(TPOの熟慮の問題)。
2. 「反証主義は科学の現場の実体と合致しない」という批判
反証主義は、科学的な知識と非科学的な知識の境界線を設定しようとする試みであり、科学者の行動に関する指導原理や倫理規定ではない。また、反証主義は「科学の現場では何が行われているのか？」という問題に対する解答を与えるものではない。
3. 「反証主義は内心の自由や信仰の自由を制限しようとしている」
このような見解は、時として、反証主義を唱える側にも見られる。
本来なら、反証主義は仮説の科学性および信頼性を判定するだけであり、非科学的仮説や信頼性に乏しい仮説を糾弾・排除する機能を持たない。本来なら、反証主義は相手方が信じている仮説の信頼性を問題にするのであり、相手方が何を信じるべきかを問題にするのではない。信頼性が高い仮説よりも低い仮説をあえて信じることは不合理であるかもしれないが、しかし、それは反証主義の批判対象ではないはずである。

## 反証主義に対する批判

### ラカトシュのresearch program
ポパーによる反証主義は初期に提出されたものであり、その重要性が評価されるとともに、様々な批判に晒されもした。ラカトシュは、理論の前提となる重要な仮説(hard core)の周りに補助仮説群(protective belt、初期値を始め前提となる条件・重要なものと無視できるものの区別・その他)があり、反証例が現れたとき、補助仮説を追加変更（修正）することで、重要な仮説が守られうるという「research program」の概念を提唱した。これは、反証主義をポパーのように原子論的な枠組（仮説とそれに対応する観察の一対一の関係、観察が仮説をすぐに肯定ないし否定する）によって規定せず、全体論的な構造を科学に当てはめるものである。

### デュエム-クワイン・テーゼ
これは「デュエム-クワイン・テーゼ」とも相即する。クワインによれば、全体論的な構造では、修正は全体のどこにでも等しくなされうる。観察とその背景理論を検討してもよい。そして、それによってある理論の成否を左右する「決定実験」は存在しないこととなる(これらのことはポパー自身も著書「科学的発見の論理」中で言及している)。補助仮説群の修正によって反証可能性が高まり新事実が予言できるようになる理論が、前進している理論である。

### 科学の現場との乖離
反証主義の台頭によって、立証責任を果たさなかったり、アドホックな仮説を立てた反証逃れによって常に擁護されている反証可能性のない理論は、基本的に科学の領域では取り扱わない、と科学者は信じる傾向にある。しかし、現実の科学の営みでしばしばそれらが見出されることが、ノーウッド・R・ハンソン、トーマス・クーン、ファイアアーベント、ブロア、リン等によってたびたび指摘されている。

## 運用上の重要な注意点：反証主義の判定結果が後に反転することがあるという問題
- 反証可能性と反証を混同する。
反証可能性のある主張が後に反証されることがある。これはもとの主張が科学的であったことの証である。たとえば英語圏において白鳥はスワンと呼ばれる。「スワンは白い鳥である」という主張は事実として受け止められていたが、オーストラリアに「黒いスワン」（日本語では黒鳥）が発見され最初の命題が覆された。重要なのは主張に反証可能性があるかどうかで、それが反証されるか反証されないかは事実認定（科学）の問題であり、反証主義、ひいては哲学の問題ではない。
- 反証主義の基準を満たしていなくても、後に反証主義の基準を満たす事例がある。(反証実験が不可能だったことが、後に実験可能になり、真だったと、判明することがある)
超弦理論は現時点では数学による仮説であり、超弦理論の主張を何らかの形で観測、測定することは不可能である。よって現時点では超弦理論は正確には科学理論ではない。何らかの反証可能性のある測定、観測を打ち出すことが超弦理論の課題とされている。
- 科学的メカニズムと反証主義による方法論的科学を混同する。
脚気は感染病と信じられていたが、高木兼寛が二隻の軍艦を使って行った実験で、食事療法によって脚気が防げる、あるいは治るという結果が出ても医学者の多くがそんなものは科学ではないとしてかたくなに感染病だと主張したため、日露戦争において日本陸軍では脚気による多量の死者が出た。当時はビタミンの存在、さらにビタミンの欠乏により様々な病気が起こることが知られていなかった。その代わり病原体の感染によって病気がおこることは知られていた。医学者が科学的でないと主張したのは病理（メカニズム）が明確になっていないということであり、これは反証主義による科学の定義とは別である。高木兼寛が二隻の軍艦を使って行った実験は立派な科学である。特に医学においては治療法が確立されたずっと後になってその生理的、生化学的、免疫的メカニズムが解明されることが多い。医学に「治療の側面と生物学の側面」（cf. 疫学と病理学の対比）の両方があることを示唆するものである。